# Oedipina maritima
Oedipina maritima é uma espécie de salamandra da família Plethodontidae.
É endémica do Panamá.
Os seus habitats naturais são: florestas subtropicais ou tropicais húmidas de baixa altitude, florestas de mangal tropicais ou subtropicais e costas arenosas.
Está ameaçada por perda de habitat.